# Etnies
etnies is een Amerikaans schoenenmerk gevestigd in Lake Forest, Californië die eigendom is van Sole Technology, Inc.

## Geschiedenis
etnies is in de eerste plaats een maker van schoeisel ontworpen voor skateboarders, maar sinds kort worden ook schoenen en kleding voor snowboarders, BMX'ers, surfers en motorcrossers gemaakt.
Het bedrijf werd rond 1986 in Frankrijk opgezet, de oorspronkelijke naam was Etnics, afgeleid van het woord "etnische", dat werd opgevat als een knipoog naar de skateboard subcultuur. Het werd later omgedoopt tot Etnies, dit was te wijten aan juridische vraagstukken. In 1989 begon André Pierre - Sénizergues met de marketing van etnies in de Verenigde Staten (Als Etnies, USA).
etnies wordt beschouwd als de meest toegankelijke van alle Sole Technology merken. Terwijl de andere merken, ES Schoes en Emerica, zich scherper richten op skateboardschoenen. Etnies heeft een bredere ambitie, die nodig is voor het ontwerpen van schoenen voor peuters en Etnies Girl, een lijn voor meisjes en vrouwen.
Naast schoenen, bestaat het assortiment van Etnies ook uit andere kleding, zoals; korte broeken, broeken, T-shirts, hoeden, petjes, tassen, jassen, accessoires, tops en sweaters.
Etnies heeft outlet-stores in de Verenigde Staten, genaamd: etnies:exs die tevens andere merken van Sole Technology, Inc. verkopen.

## Sponsoring
etnies sponsort veel professionele sporters, zoals skateboarders, snowboarders, surfers, BMX'ers en motorcrossers.